# Chapelle-Spinasse
Chapelle-Spinasse é uma comuna francesa na região administrativa da Nova Aquitânia, no departamento de Corrèze. Estende-se por uma área de 5,89 km². Em 2010 a comuna tinha 115 habitantes (densidade: 19,5 hab./km²).